# Notfall- und Katastrophenpharmazie
Die Notfall- und Katastrophenpharmazie ist ein Teilgebiet der Pharmazie, welches sich mit der Sicherstellung der Arzneimittelversorgung in außergewöhnlichen Lagen (Großschadensereignissen oder Katastrophen) beschäftigt. Die Aufgaben sind vielfältig und immer abhängig von den gesetzlichen Vorgaben der jeweiligen Länder.

## Definition
„Die Notfall- und KatastrophenPharmazie (KatPharm) dient der Sicherstellung einer bestmöglichen pharmazeutischen Versorgung der Bevölkerung bei Großschadensereignissen und Katastrophen sowie in sonstigen Ausnahmesituationen. Dazu entwickelt sie Konzeptionen für das pharmazeutische Notfallmanagement der öffentlichen Apotheken und der Krankenhausapotheken.“

„Mit aller Fachkompetenz der Apotheker wirkt die Notfall- und Katastrophenpharmazie grundlegend an der notfall- und katastrophenmedizinischen Versorgung beim Massenanfall von Verletzten / Patienten mit, insbesondere mit Konzeptionen und Qualitätsstandards für die Sanitätsmaterialversorgung
- der Rettungsdienste und Hilfsorganisationen,
- des Bevölkerungsschutzes,
- bei Massenveranstaltungen,
- bei Einsätzen in der internationalen Hilfe,
- für Projekte in der Entwicklungszusammenarbeit.

Zur Erfüllung dieser Aufgaben bedarf es einer zusätzlichen Qualifikation der Apotheker für das pharmazeutische Notfallmanagement.“

## Ziele
Die Notfall- und Katastrophenpharmazie verfolgt das Ziel, den Apotheker als wichtiges Bindeglied in den Gesundheitlichen Bevölkerungsschutz zu integrieren, um die pharmazeutische Versorgung auch in außergewöhnlichen Situationen möglichst optimal aufrechtzuerhalten.
Die Versorgung der Bevölkerung mit Arzneimitteln und Medizinprodukten sowie des Katastrophenschutzes muss auch bei Krisen, Katastrophen und Seuchen – der jeweiligen Situation entsprechend – so gut wie möglich sichergestellt werden. Bei massiven Schadensereignissen kann dann auch die pharmazeutische Versorgung erheblich beeinträchtigt sein. Insbesondere die Kritischen Infrastrukturen sind hierbei zu berücksichtigen. Die Öffentlichen Apotheken und die Krankenhausapotheken werden in unterschiedlicher Weise von einem Massenanfall von Patienten tangiert sein.

## Grundlage und Entwicklung in Deutschland
Den Auftrag für die Entwicklung der Notfall- und Katastrophenpharmazie in Deutschland gibt der §1 im Gesetz über das Apothekenwesen:
„Den Apotheken obliegt die im öffentlichen Interesse gebotene Sicherstellung einer ordnungsgemäßen Arzneimittelversorgung der Bevölkerung.“
In Deutschland war die Notfallversorgung mit Arzneimitteln zum Ende des Zweiten Weltkrieges geprägt durch das Kriegsgeschehen. Provisorische Notapotheken wurden durch ständige Luftbombardements immer wieder zerstört, so dass zum Ende des Krieges die Apotheken in die Kellerräume und Bunker verlagert wurden. 1944 wurden die Apotheker verpflichtet, auch bei Luftalarm ihren Beruf weiter auszuüben. Die Notapotheken und Bunkerapotheken stellten maßgeblich die Versorgung mit Arzneimitteln zum Ende des Krieges und in der Nachkriegszeit sicher. Erst zu Beginn der 1950er Jahre normalisierte sich die Arzneimittelversorgung wieder.
In der Bundesrepublik wurde nach dem Zweiten Weltkrieg im Zuge des Neuaufbaus des zivilen Luftschutzes im Jahr 1955 ein Programm der Bundesregierung beschlossen, welches unter anderem die Schaffung von Arzneimittelvorräten zur Aufgabe hatte. Am 9. Oktober 1957 wurde das „Erste Gesetz über Maßnahmen zum Schutz der Zivilbevölkerung“(ZBG) verabschiedet, in dem sich Ermächtigungen für die Arzneimittelbevorratung befanden. Im Mai 1960 wurde die Allgemeine Verwaltungsvorschrift über Umfang und Durchführung der Arzneimittelbevorratung veröffentlicht.
Die Wehrpharmazie wurde im Rahmen des Zivilschutzes immer stärker auch in die Versorgung der Bevölkerung in Krisenzeiten eingebunden. In der DDR war die Versorgung der Bevölkerung klares Ziel der Wehrpharmazie, während in der Bundesrepublik die zivile Pharmazie die Wehrpharmazie beeinflusste.
Im Laufe des Kalten Krieges wurde in beiden deutschen Staaten ein kontinuierlicher Ausbau der Arzneimittelvorräte vorangetrieben. Mit dem Ende des Kalten Krieges wurde kein Anlass mehr gesehen, weiterhin Arzneimittel zentral für die Bevölkerung vorzuhalten. Im Jahr 1996 wurde mit fachlicher notfall- und katastrophenmedizinischer Beratung durch die Deutsche Gesellschaft für KatastrophenMedizin e.V (DGKM e.V.) von Apothekern für Klinische Pharmazie ein Handbuch zum „Management der Krankenhausapotheke bei Großschadensereignissen und Katastrophen“ erstellt, um auf die neuen Rahmenbedingungen vorbereitet zu sein.
Im März 1997 erfolgte mit der Auflösung der Sanitätsmaterialbevorratung des Zivilschutzes ein großer Einschnitt für die Arzneimittelversorgung der Bevölkerung im Notfall. Das in rund 100 Zivilschutz-Sanitätslagern und Hilfskrankenhäusern noch bevorratete Material (Arzneimittel, Verbandstoffe, Einrichtungs- und Ausstattungsgegenstände und medizinisches Gerät) wurde zwischen 1991 und 2001 als humanitäre Spende der Bundesrepublik Deutschland an über 140 Länder abgegeben. Bereits bei den Vorbereitungen des Zivilschutz-Neuordnungsgesetzes von 1997 und der Abschaffung der Sanitätsmaterialbevorratung des Bundes für den Bevölkerungsschutz haben die Apotheker nicht nur auf das bundesweite Defizit in der medizinisch-pharmazeutischen Notfallbevorratung hingewiesen; sie arbeiteten seitdem auch aktiv an Konzeptionen zur „Kooperativen Notfallbevorratung von Sanitätsmaterial im Bevölkerungsschutz“ für den Rettungsdienst, den Katastrophenschutz und für die Krankenhäuser unter Berücksichtigung der verfügbaren Ressourcen von Arzneimitteln und Medizinprodukten.
Im Juni 2003 wurde mit der Verordnung über die Zulassung von Ausnahmen von Vorschriften des Arzneimittelgesetzes für die Bereiche des Zivil- und Katastrophenschutzes, der Bundeswehr, des Bundesgrenzschutzes sowie der Bereitschaftspolizeien der Länder eine erneute Möglichkeit für die Versorgung der Bevölkerung im Not- und Katastrophenfall mit Arzneimitteln geschaffen. Eine Bundestagsanfrage im Jahr 2002 stellte fest, dass die Bevorratung von Antibiotika für die Bevölkerung nicht ausreichend gewährleistet sei.
Im Jahr 2004 wurde erneut über eine zentrale Lagerung von Arzneimittel nachgedacht. Diese sollten an Krankenhausapotheken angeschlossen werden, um eine kontinuierliche Umwälzung der Bestände zu gewährleisten und somit die Kosten in einem vertretbaren Rahmen zu halten.
Im Jahr 2006 wurde als gemeinsame Aufgabe des Bundesamtes für Bevölkerungsschutz und Katastrophenhilfe und der DGKM e.V. das Projekt Notfall- und KatastrophenPharmazie gestartet, mit dem Ziel, einen Leitfaden für die Notfall- und Katastrophenpharmazie, ein Curriculum zur Aus- und Fortbildung und ein Pilotseminar zur Fortbildung von Apothekerinnen und Apothekern zu entwickeln. Das Projekt wurde von der Schutzkommission beim Bundesministerium des Innern getragen und begleitet durch einen wissenschaftlichen Beirat. In Zusammenarbeit mit ca. 50 Experten als Autoren, Lektoren und Beratern entstand aus dem angedachten Leitfaden dann ein zweibändiges Fachbuch Notfall- und KatastrophenPharmazie, da der zu vermittelnde Stoff weit über einen Leitfaden hinausging. Das Projekt wurde von den zentralen Standesorganisationen der Apotheker (Bundesapothekerkammer / ABDA – Bundesvereinigung Deutscher Apothekerverbände) begleitet.
Das Ursprungsprojekt wurde im Dezember 2010 beendet; dabei wurde erheblicher Handlungs- und Forschungsbedarf für die weitere Entwicklung und Implementierung festgestellt und mit Empfehlungen für entsprechende Folgeprojekten verbunden.
Im Jahr 2007 wurde eine länderübergreifende Krisenmanagementübung (Exercise) „LÜKEX“ zum Thema Influenza-Pandemie durchgeführt. Involviert war auch ein Projektteam „LÜKEX 2007 Pharmazeutisches Notfallmanagement“, welches im Vorfeld und Übungsszenarien entwickelte und diese während der Übung in das Übungsgeschehen einspielte und beobachtete. Für die Fortentwicklung des Projektes „Notfall- und KatastrophenPharmazie“ wurden wertvolle Hinweise durch die Auswertung der Gesamtübung gewonnen. Bei LÜKEX 2009/10 wurden Übungseinlagen zur Versorgung mit Sanitätsmaterial beim Massenanfall von Verletzten sowie für die Antidota-Behandlung von radioaktiv kontaminierten Patienten konzipiert und eingespielt.
Im Jahr 2008 wurde von der Schutzkommission beim Bundesministerium des Innern eine Stellungnahme zum gesundheitlichen Bevölkerungsschutz in Deutschland abgegeben. Die Stellungnahme soll der Entwicklung und Optimierung von länder- und ressortübergreifenden Rahmenkonzepten zur Gefahrenabwehr sowie zum medizinischen und seuchen-hygienischen Management im Bereich des Bevölkerungsschutzes dienen. Unter dem Punkt Realisierungsvoraussetzungen wurden vielfältige Schnittstellenprobleme angeführt, die eine umfassende Beteiligung von Apothekern in der Notfallvorsorge erfordern.

## Internationale Entwicklung
Im internationalen Rahmen wurde durch die International Pharmaceutical Federation (FIP) in Brasilien im August 2006 eine Erklärung zu Berufsstandards verabschiedet, die die Rolle der Apotheker beim Krisenmanagement, einschließlich bei von Menschen ausgelösten oder Naturkatastrophen und Pandemien festlegt. Anhand dieser internationalen Standards erfolgte auch in Deutschland der Aufbau und die Implementierung des Pharmazeutischen Notfallmanagements.
Im August 2016 wurde von der International Pharmaceutical Federation (FIP) eine Richtlinie zur Einbindung von Apothekern bei Naturkatastrophen herausgegeben. Die Erarbeitung der Richtlinie erfolgte durch ein internationales Expertengremium. Neben den theoretischen Grundlagen zur Vorbereitung auf eine Naturkatastrophe, werden auch praktische Tipps für verschiedene Arten von Naturkatastrophen inklusive einer Notfallmedikamentenliste gegeben.
Die Europäische Kommission hat mit dem Health Security Committee eine Einrichtung geschaffen, die europaweit einheitliche Standards für die Sicherheit der Gesundheitsversorgung bei außergewöhnlichen Lagen entwickelt. Derzeit ist jedoch noch keine einheitliche Linie bei der Arzneimittelbevorratung in Europa zu erkennen.
In der Schweiz sichert die Wirtschaftliche Landesversorgung (WL) Organisationsbereich Heilmittel die Sicherstellung einer ausreichenden Arzneimittelversorgung in Krisensituationen. Aktuell liegt der Schwerpunkt auf der Gefahrenanalyse und Vorbereitung auf die Szenarien Pandemie, Bioterrorismus und Lieferausfälle. Im Jahr 2017 wurde vom Kompetenzzentrum für Militär- und Katastrophenmedizin ein Fachzentrum für Notfall- und Katastrophenpharmazie gegründet. Es bietet eine schweizerische Plattform für Ausbildung und Forschung in diesem Bereich.
In Österreich wurden im Bundesgesetz vom 2. März 1983 über die Herstellung und das Inverkehrbringen von Arzneimitteln (Arzneimittelgesetz – AMG) verschiedene Regelungen zum Umgang mit Arzneimitteln im Katastrophenfall aufgenommen.

## Ausbildung
In Deutschland wurde die Notfall- und Katastrophenpharmazie bisher nicht in den Ausbildungsrichtlinien für Apotheker verankert. Seit 2009 werden an der Bundesakademie für Bevölkerungsschutz und Zivile Verteidigung (BABZ) mehrtägige Seminare zur Multiplikatorenschulung angeboten. Ziel der Seminare ist es, Apotheker zu Multiplikatoren für den Bereich Notfall- und Katastrophenpharmazie auszubilden, um im Rahmen von bestehenden Fortbildungsangeboten (Qualitätszirkel, Apothekerversammlungen, Fortbildungsveranstaltungen etc.) die Apotheker für diesen kritischen Bereich zu sensibilisieren und für das pharmazeutische Notfallmanagement auszubilden.
In der Schweiz organisiert das Fachzentrum für Notfall- und Katastrophenpharmazie ein Certificate of Advanced Studies „Arzneimittel und Medizinprodukte in Not- und Katastrophenfällen“. Dieser Kurs steht allen nationalen und internationalen Gesundheitsfachleuten offen, die ihre pharmazeutischen und pharmakologischen Kenntnisse in diesem Bereich erweitern und vertiefen möchten.